# Weird West
Weird West est un jeu vidéo d'action-RPG développé par WolfEye Studios et édité par Devolver Digital. Le jeu est sorti sur Microsoft Windows, PlayStation 4 et Xbox One le 31 mars 2022.

## Système de jeu
Weird West est un jeu vidéo d'action-RPG avec des éléments du genre immersive sim, avec des éléments aléatoires à chaque partie. Le jeu est basé sur le genre Weird West auquel il emprunte son titre. Le jeu mettra en vedette les histoires de cinq chasseurs de primes. Le monde est conçu pour être interactif à l'action du joueur : lorsque le joueur tire sur une caisse de munitions, elle explose. Les actions effectuées par le joueur dans le jeu sont permanentes, ce qui signifie qu'elles ne peuvent pas être annulées par la réapparition. Le jeu dispose également d'un mode de mort permanente dans lequel le personnage du joueur et leurs compagnons peuvent mourir de façon définitive. Le gameplay actuel est similaire à celui d'un jeu twin-stick shooter, l'équipe le décrivant comme une "version action-y de Fallout 1 ou 2".

## Développement
Raphaël Colantonio et Julien Roby, ancien producteur chez Arkane, ont annoncé en novembre 2019 avoir formé WolfEye Studios, un studio d'une vingtaine de personnes travaillant en distribution. Ils ont annoncé leur premier jeu, Weird West, aux Game Awards 2019, édité par Devolver Digital. Bien que le jeu comporte des éléments surnaturels, il n'a pas été conçu pour être un jeu d'horreur. Contrairement à la plupart des sims immersifs, le jeu n'est pas joué à la première personne, mais a plutôt adopté une perspective descendante inspirée des premiers jeux Ultima et Fallout. Chris Avellone était à l'origine impliqué en tant qu'entraîneur de l'équipe de rédaction du jeu. Étant donné que le jeu inclut la présence d' Amérindiens, l'équipe a invité les Anishinaabe afin de s'assurer que leur représentation dans le jeu est authentique, et a également invité Elizabeth LaPensée, qui est Anishinaabe et Métis, à l'équipe d'écriture du jeu. Weird Wolves, un groupe musical créé par Raphaël Colantonio et Ava Gore, a composé certaines des pistes musicales du jeu. Le jeu devrait sortir le 11 janvier 2022 sur Microsoft Windows, PlayStation 4 et Xbox One mais est finalement sorti le 31 mars 2022.